# Аджамская волость
Аджамская волость — административно-территориальная единица Александрийского уезда Херсонской губернии с центром в местечке Аджамка.

## Характеристика

### 1886 год
По состоянию на 1886 год состояла из 4 поселений, 4 сельских общин. Население 11 642 человека (5870 мужского пола и 5872 женского), 2190 дворовіх хозяйств.
Самые большие поселения:
- Аджамка — местечко при реке Аджамка в 44 верстах от уездного города, 6508 человек, 1142 двора, 2 православные церкви, школа, 16 лавок, ярмарки 1 октября, базары ежедневно. За 12 вёрст — железнодорожная станция.
- Клинцы — село при реке Ингул, 1649 человек, 337 дворов, православная церковь, лавка.
- Красный Яр — село при прудах, 1340 человек, 275 дворов, православная церковь, 2 лавки.
- Покровское — село при реке Аджамка, 2245 человек, 436 дворов, православная церковь, школа, 2 лавки, постоялый двор.

| Собственность  | Площадь (в т. ч. пахотной) |
| -------------- | -------------------------- |
| Сельских общин | 23 692 (18 351)            |
| Казённая       | 9294 (3646)                |
| Другая         | 165 (150)                  |
| Всего          | 33 060 (22 147)            |

### 1896 год
По состоянию на 1896 год в волости насчитывалось 12 поселений, 2386 дворовых хозяйств, население 16 260 человек.